# SCM Râmnicu Vâlcea (női kézilabda)
A Sport Club Municipal Râmnicu Vâlcea egy román női kézilabdacsapat, a CS Oltchim Râmnicu Vâlcea jogutódja. Utóbbi klub pénzügyi nehézségei és csődje után 2013. július 1-jén alapították, a a 2013-2014-es szezontól szerepel a román élvonalban.
2018 nyarán a HCM Râmnicu Vâlcea klubnevet SCM Râmnicu Vâlceára változtatták, jelenlegi nevén azóta szerepel.

## A klub története
A klub az 1973-ban alapított CS Oltchim Râmnicu Vâlcea jogutódjaként jött létre, amely pénzügyi nehézségei miatt 2013 nyarán ment csődbe. 2013. július 1-jén, a következő évi bajnokságra való nevezési határidő lejárta előtt a klub a HC Oltenia indulási jogát megvásárolva nevezett a 2013-2014-es román első osztályú bajnokság küzdelmeibe. Egyúttal azt is bejelentették, hogy a klub új neve HCM Ramnicu Valcea lesz. Az idő rövidsége miatt a Román Kézilabda-szövetség elfogadta a nevezést, miután 2013. július 15-én a HCM Râmnicu Vâlcea megkapta az alkotmánybírósági határozatot, amely jogilag is lehetővé tette indulását a legmagasabb osztályban.
2018 nyarán a csapat neve SCM Râmnicu Vâlceára változott. Az Oltcim jogutódjának, annak eredményeivel 2019 áprilisában ismerte el a csapatot hivatalosan is az országos szövetség, valamint a város önkormányzata.

## Eredmények
- EHF-bajnokok ligája-döntős: 2010
- EHF-kupagyőztesek Európa-kupája-győztes: 2007
- EHF Kupagyőztesek Európa Kupája-döntős: 2002
- EHF-kupa-győztes: 1984, 1989
- Román bajnokság:
  - Aranyérmes: 1989, 1990, 1991, 1993, 1994, 1995, 1996, 1997, 1998, 1999, 2000, 2002, 2007, 2008, 2009, 2010, 2011, 2012, 2013, 2019
- Román Kupa:
  - Kupagyőztes: 1984, 1990, 1992, 1993, 1994, 1995, 1996, 1997, 1998, 1999, 2001, 2002, 2007, 2011
- Román Szuperkupa
  - Kupagyőztes: 2007,[4] 2011, 2018

## A csapat
A 2024-25-ös szezon játékoskerete:
| Kapusok - 12 Diana Neagu - 32 Raluca Kelemen - 97 Julie Foggea Balszélsők - 10 Anniken Wollik - 11 Francesca Bălan - 22 Cristina Florica Jobbszélsők - 04 Nathalie Hagman (c) - 33 Alicia Toublanc Beállók - 06 Asma Elghaoui - 29 Nataša Ljepoja - 39 Iryna Mokat | Balátlövők - 21 Andreea Bujor - 24 Jovana Kovačević (sérült) - 96 Charlotte Cholevová Irányítók - 17 Rebeca Necula - 19 Daniela de Jong - 28 Mia Zschocke Jobbátlövők - 07 Ana Maria Grigore - 27 Julia Maidhof - 71 Alicia Gogîrlă |

### Átigazolások
A 2024-25-ös szezont megelőzően
| Érkezők - Julie Foggea (a Brest Bretagne Handball csapatától) - Alicia Toublanc (a Brest Bretagne Handball csapatától) - Charlotte Cholevová (a Brest Bretagne Handball csapatától) - Iryna Mokat - Andreea Bujor | Távozók - Bent Dahl (azonnal) - Daciana Hosu (a CSM București csapatához) - Alina Mușat - Raluca Băcăoanu - Valeria Popovici - Iryna Glibko |

## Mezgyártók és főszponzorok
| Mezgyártó | Főszponzor |
| --------- | --- |
| Kempa     | Jeep / Digi / Carrefour / Fortuna Betting |
| Hummel    | Volkswagen / Strabag / Chimcomplex / Fitzerman Pharma / Boromir / Râureni / Anabella / Diana / Securitas / Farmaciile Băjan / Damila D / Biborteni |

## Korábbi nevezetesebb játékosok
- Adriana Nechita
- Alexandra Gogoriță
- Amalia Coman
- Amelia Busuioceanu
- Ana Maria Simion
- Andreea Ianași
- Andreea Țîrle
- Aurelia Brădeanu
- Carmen Amariei
- Carmina Bădiță
- Clara Vădineanu
- Corina Lupei
- Cristina Neaugu
- Cristina Vărzaru
- Daniela Marin
- Daria Bucur
- Diana Ciucă
- Edit Matei
- Elena Dache
- Ionela Stanca
- Iulia Dumanska
- Janina Luca
- Lidia Drăgănescu
- Luminița Dinu-Huțupan
- Maria Török-Duca
- Mariana Tîrcă
- Mihaela Ani-Senocico
- Mihaela Ciobanu
- Narcisa Lecușanu
- Nicoleta Safta
- Oana Manea
- Patricia Vizitiu
- Paula Ungureanu
- Raluca Dăscălete
- Ramona Farcău
- Roberta Stamin
- Roxana Cherăscu
- Sara Rus
- Simona Gogîrlă
- Sorina Lefter
- Stăncuța Guiu
- Steluța Luca
- Valentina Ardean-Elisei
- Valentina Cosma
- Valeria Motogna-Beșe
- Jelena Trifunović
- Kristina Liščević
- Željka Nikolić
- Bobana Klikovac
- Marta Batinović
- Tanja Ašanin
- Maren Nyland Aardahl
- Ann Grete Nørgaard
- Elin Hansson
- Alicia Fernández Fraga
- Marta López Herrero
- Mireya González Álvarez
- Ewgenia Minevskaja
- Isabell Roch
- Yevgenia Levchenko
- Daria Ilina
- Olga Gorshenina
- Asuka Fujita
- Elaine Gomes Barbosa
- Samara Vieira

## Vezetőedzők
- Maria Török-Duca (2013. július 1. - 2013. november 12.)
- Simona Gogîrlă (2013. november 13. - 2014. augusztus 18.)
- Dumitru Muși (2014. augusztus 28. - 2015. június 30.)
- Constantin Ștefan (2015. július 6. - 2016.december 10.)
- Gheorghe Sbora (2016. december 13. - 2017. június 30.); (2018. március 1. - 2018. június 30.)
- Aurelian Roșca (2017. június 30. - 2018. február 28.)
- Florentin Pera (2018. július 1. - 2021. április 30.)
- Goran Kurteš (2021. május 1. - 2021. június 30.)
- Bent Dahl (2021. július 1. - 2024. november)
- Rasmus Rygaard Poulsen (2024. november -)